# Червонец непарный
Червонец непарный, или многоглазка непарная (лат. Lycaena dispar) — дневная бабочка из семейства голубянок.

## Описание
Длина передних крыльев до 2 см. Верхняя сторона крыльев огненно-красная. Имеет сильно выраженный половой диморфизм и относится к числу чрезвычайно изменчивых видов.
У формы f. batava на передних крыльях есть только по одной чёрной точке, на задних крыльях характерная чёрная кайма. Самки значительно темнее, с множеством чёрных точек на передних крыльях и одним чёрным полем на задних.
- ♂  Самец.
- ♂ △  Самец. Нижняя сторона крыльев
- Lycaena dispar  ♀
- Lycaena dispar  ♀ △

## Замечания по систематике
Вид в Восточной Европе представлен подвидом rutila Werneburg, 1864. Бабочки номинативного подвида, который был распространен на территории Великобритании, к настоящему моменту считается исчезнувшим, отличались яркой красно-оранжевой верхней стороной крыльев и заметным голубоватым оттенком нижней стороны задних крыльев.

## Ареал
Населяет умеренный пояс Евразии. Вид нередок, но встречается локально. Отсутствует в северных областях России, в наиболее засушливых территориях степной зоны Евразии и Южного берега Крыма (окрестности сёл Курское, Долинное, Литвиненково, Денисовка, Чапаево, Глазовка), на Центральном Кавказе.
Населяет влажные луга, заболоченные лесные поляны, торфяники, болота, берега различных водоемов. Реже встречается в парках, садах, территориях городов и поселков. В степной зоне связан с долинами крупных рек и населяет долины рек и болота, встречаясь локально. На территории Узбекистана населяет равнинные и степные среднегорные увлажненные участки с богатой травянистой растительностью на высотах 500—1000 м н.у.м., реже встречается в оазисах. На Кавказе населяет пойменные влажные луга по берегам рек и ручьев. Встречается на равнине и в низкогорьях до 500 м.

## Биология
В зависимости от широты ареала развивается в одном или в двух поколениях на протяжении года. Время лёта бабочек при развитии одного поколения (на севере ареала) — с начала июня (в теплые годы с конца мая) до середины июля. При развитии двух поколений в год (например, на территории Украины) время лёта бабочек приходится на май-июнь и в середине июля по начало сентября.
Самка откладывает по 1 яйцу на листья кормового растения. Кормовые растения гусениц: змеевик большой, спорыш, щавель водный, щавель курчавый, щавель прибрежный, щавель лесной, щавель. Плодовитость одной самки до 100 яиц. Стадия яйца около 5-7 дней. Зимуют гусеницы. Куколки прикреплены к стеблям кормового растения. Развитие куколки длится 12 дней.

## Охрана
Вид признан сокращающимся в численности или исчезающим на территории многих странах Европы (Франция, Нидерланды, Греция, Люксембург, Германия, Чехия, Польша, Италия и др.).
К настоящему времени вымерли: номинативный подвид в Великобритании и ssp. gronieri Bernardi во Франции.
Охраняется Бернской конвенцией 1979 года.
Включен в Красные книги Восточной Фенноскандии (1998) для Германии (2 категория), Дании (0 категория), Финляндии (1 категория), Московской области (1998) (3 категория).
Подвид ssp. rutila Wemeburg, 1864 включен в Красную книгу Узбекистана (2 категория), так как за последние десятилетия отмечается резкое сокращение численности на территории страны до единичных особей. Популяция в Узбекистане сокращается из-за уничтожение природных мест обитания в результате распашки целинных земель, проведения вырубки древесно-кустарниковой растительности, чрезмерного сенокоса.